# Coop Beachtour 2019
Die Coop Beachtour 2019 ist die Schweizer Turnierserie im Beachvolleyball. Sie wurde in sechs Städten ausgetragen. Am Ende fand die Schweizer Meisterschaft in Bern statt.

## Übersicht der Turniere
| Datum          | Stadt     | Sieger Männer            | Sieger Frauen             |
| -------------- | --------- | ------------------------ | ------------------------- |
| 16.–19. Mai    | Genf      | Vinicius / Santos Merces | Freiberger / Teufl        |
| 7.–10. Juni    | Locarno   | Beeler / Krattiger       | Böbner / Z. Vergé-Dépré   |
| 20.–23. Juni   | Olten     | Younousse / Tijan        | A. Vergé-Dépré / Heidrich |
| 4.–7. Juli     | Zürich    | Beeler / Krattiger       | Bell / Ngauamo            |
| 27.–30. Juli   | Basel     | Breer / Haussener        | Marolf / Bieli Jorge      |
| 22.–25. August | Rorschach | G. Kissling / Zandbergen | Lobato / Fernández        |

## Modus
An den Turnieren der Coop Beachtour nehmen bei Männer und Frauen jeweils neun Teams teil. Dabei sind jeweils die fünf besten Duos der aktuellen Rangliste für das Hauptfeld gesetzt. Die Teams auf den Ranglistenplätzen sechs und sieben spielen in einem Qualifikationsspiel um einen weiteren Startplatz. Die verbleibenden zwei Plätze im Hauptfeld werden über Wildcards an Nachwuchsspieler oder ausländische Teilnehmer vergeben. Die Spiele im Hauptfeld werden nach dem System Double knock-out ausgetragen.

## Turniere

### Genf
| Platz | Männer                                | Frauen                                 |
| ----- | ------------------------------------- | -------------------------------------- |
| 1     | Vinicius / Santos Merces              | Eva Freiberger / Valerie Teufl         |
| 2     | Jonathan Jordan / Alexei Strasser     | Muriel Grässli / Sarina Schafflützel   |
| 3     | Florian Breer / Leo Dillier           | Kim Huber / Melina Hübscher            |
| 4     | Djordje Klasnic / Milos Milić         | Anja Licka / Nicole Eiholzer           |
| 5     | Mats Kovatsch / Jonas Kissling        | Mara Betschart / Céline Baumann        |
| 5     | Gabriel Kissling / Michiel Zandbergen | Joelle Rohrer / Mara Moser             |
| 7     | Nathan Broch / Timon Gysin            | Lea Buser / Anna Lutz                  |
| 7     | Timon Hallauer / Marc Köpfli          | Vanessa Bieli Jorge / Leonie Güttinger |
| 9     | Noah Eichenberger / Simon Mosimann    | Anna Wenning / Julia Dietrich          |

### Locarno
| Platz | Männer                                | Frauen                               |
| ----- | ------------------------------------- | ------------------------------------ |
| 1     | Nico Beeler / Marco Krattiger         | Esmée Böbner / Zoé Vergé-Dépré       |
| 2     | Gabriel Kissling / Michiel Zandbergen | Ines Egger / Nicole Eiholzer         |
| 3     | Christopher McHugh / Zachery Schubert | Muriel Grässli / Sarina Schafflützel |
| 4     | Vinicius / Santos Merces              | Selina Marolf / Sibelly Gilardi      |
| 5     | Mats Kovatsch / Jonas Kissling        | Mara Betschart / Céline Baumann      |
| 5     | Alexei Strasser / Jonathan Jordan     | Eva Freiberger / Valerie Teufl       |
| 7     | Arnaud Loiseau / Quentin Métral       | Kim Huber / Melina Hübscher          |
| 7     | Florian Breer / Leo Dillier           | Fabienne Geiger / Anja Licka         |
| 9     | Nathan Broch / Timon Gysin            | Lea Buser / Anna Lutz                |

### Olten
| Platz | Männer                                | Frauen                                 |
| ----- | ------------------------------------- | -------------------------------------- |
| 1     | Cherif Younousse / Ahmed Tijan        | Anouk Vergé-Dépré / Joana Heidrich     |
| 2     | Beeler / Krattiger                    | Michala Kvapilová / Michaela Kubíčková |
| 3     | Mirco Gerson / Adrian Heidrich        | Becchara Palmer / Nicole Laird         |
| 4     | Gabriel Kissling / Michiel Zandbergen | Dunja Gerson / Laura Caluori           |
| 5     | Quentin Métral / Yves Haussener       | Fabienne Geiger / Anja Licka           |
| 5     | Damien Schumann / Cole Durant         | Ines Egger / Nicole Eiholzer           |
| 7     | Jonas Kissling / Alexei Strasser      | Kim Huber / Melina Hübscher            |
| 7     | Florian Breer / Leo Dillier           | Selina Marolf / Zoé Vergé-Dépré        |
| 9     | Nathan Broch / Timon Gysin            | Muriel Grässli / Sarina Schafflützel   |

### Zürich
| Platz | Männer                                | Frauen                               |
| ----- | ------------------------------------- | ------------------------------------ |
| 1     | Nico Beeler / Marco Krattiger         | Phoebe Bell / Jessyka Ngauamo        |
| 2     | Quentin Métral / Yves Haussener       | Esmée Böbner / Zoé Vergé-Dépré       |
| 3     | Mats Kovatsch / Jonas Kissling        | Dunja Gerson / Laura Caluori         |
| 4     | Gabriel Kissling / Michiel Zandbergen | Menia Bentele / Anna Lutz            |
| 5     | Alexei Strasser / Jonathan Jordan     | Muriel Grässli / Sarina Schafflützel |
| 5     | Martin Ermacora / Moritz Pristauz     | Fabienne Geiger / Anja Licka         |
| 7     | Florian Breer / Leo Dillier           | Kim Huber / Melina Hübscher          |
| 7     | Christopher McHugh / Zachery Schubert | Ines Egger / Selina Marolf           |
| 9     | Nathan Broch / Timon Gysin            | Mara Betschart / Céline Baumann      |

### Basel
| Platz | Männer                                  | Frauen                               |
| ----- | --------------------------------------- | ------------------------------------ |
| 1     | Florian Breer / Yves Haussener          | Selina Marolf / Vanessa Bieli Jorge  |
| 2     | Alexei Strasser / Jonathan Jordan       | Ines Egger / Nicole Eiholzer         |
| 3     | Mark Nicolaidis / Ky Landers            | Lea Buser / Anna Lutz                |
| 4     | Gabriel Kissling / Michiel Zandbergen   | Muriel Grässli / Sarina Schafflützel |
| 5     | Martin Appelgren / Alexander Annerstedt | Mara Betschart / Céline Baumann      |
| 5     | Quentin Métral / Leo Dillier            | Esmée Böbner / Zoé Vergé-Dépré       |
| 7     | Mats Kovatsch / Jonas Kissling          | Kim Huber / Melina Hübscher          |
| 7     | Nathan Broch / Timon Gysin              | Fabienne Geiger / Anja Licka         |
| 9     | Noah Eichenberger / Simon Mosimann      | Annik Stähli / Pamela Gfeller        |

### Rorschach
| Platz | Männer                                | Frauen                                             |
| ----- | ------------------------------------- | -------------------------------------------------- |
| 1     | Gabriel Kissling / Michiel Zandbergen | Ángela Lobato Herrero / Amaranta Fernández Navarro |
| 2     | Leo Dillier / Yves Haussener          | Dunja Gerson / Laura Caluori                       |
| 3     | Alexei Strasser / Jonathan Jordan     | Christine Aulenbrock / Sandra Ferger               |
| 4     | Robert Kufa / Leo Williams            | Esmée Böbner / Zoé Vergé-Dépré                     |
| 5     | Nathan Broch / Timon Gysin            | Muriel Grässli / Sarina Schafflützel               |
| 5     | Thomas Hartles / Alani Nicklin        | Ines Egger / Nicole Eiholzer                       |
| 7     | Noah Eichenberger / Simon Mosimann    | Fabienne Geiger / Anja Licka                       |
| 7     | Piero Müller / Tim Blum               | Mara Betschart / Céline Baumann                    |
| 9     | Immanuel Zürcher / Nico Süess         | Shana Zobrist / Vanessa Bieli Jorge                |